# Cavour (Italië)
Cavour is een gemeente in de Italiaanse provincie Turijn (regio Piëmont) en telt 5481 inwoners (31-12-2004). De oppervlakte bedraagt 49,1 km², de bevolkingsdichtheid is 112 inwoners per km².

## Demografie
Cavour telt ongeveer 2293 huishoudens. Het aantal inwoners steeg in de periode 1991-2001 met 1,1% volgens cijfers uit de tienjaarlijkse volkstellingen van ISTAT.
| Jaar | Inwoneraantal |
| ---- | ------------- |
| 1991 | 5226          |
| 2001 | 5283          |

## Geografie
Cavour grenst aan de volgende gemeenten: Macello, Vigone, Bricherasio, Garzigliana, Villafranca Piemonte, Campiglione-Fenile, Bibiana, Bagnolo Piemonte (CN) en Barge (CN).
Direct ten zuiden van de plaats ligt de berg Rocca di Cavour.

## Geboren
- Mauro Picotto (1966), dj/producer

## Galerij

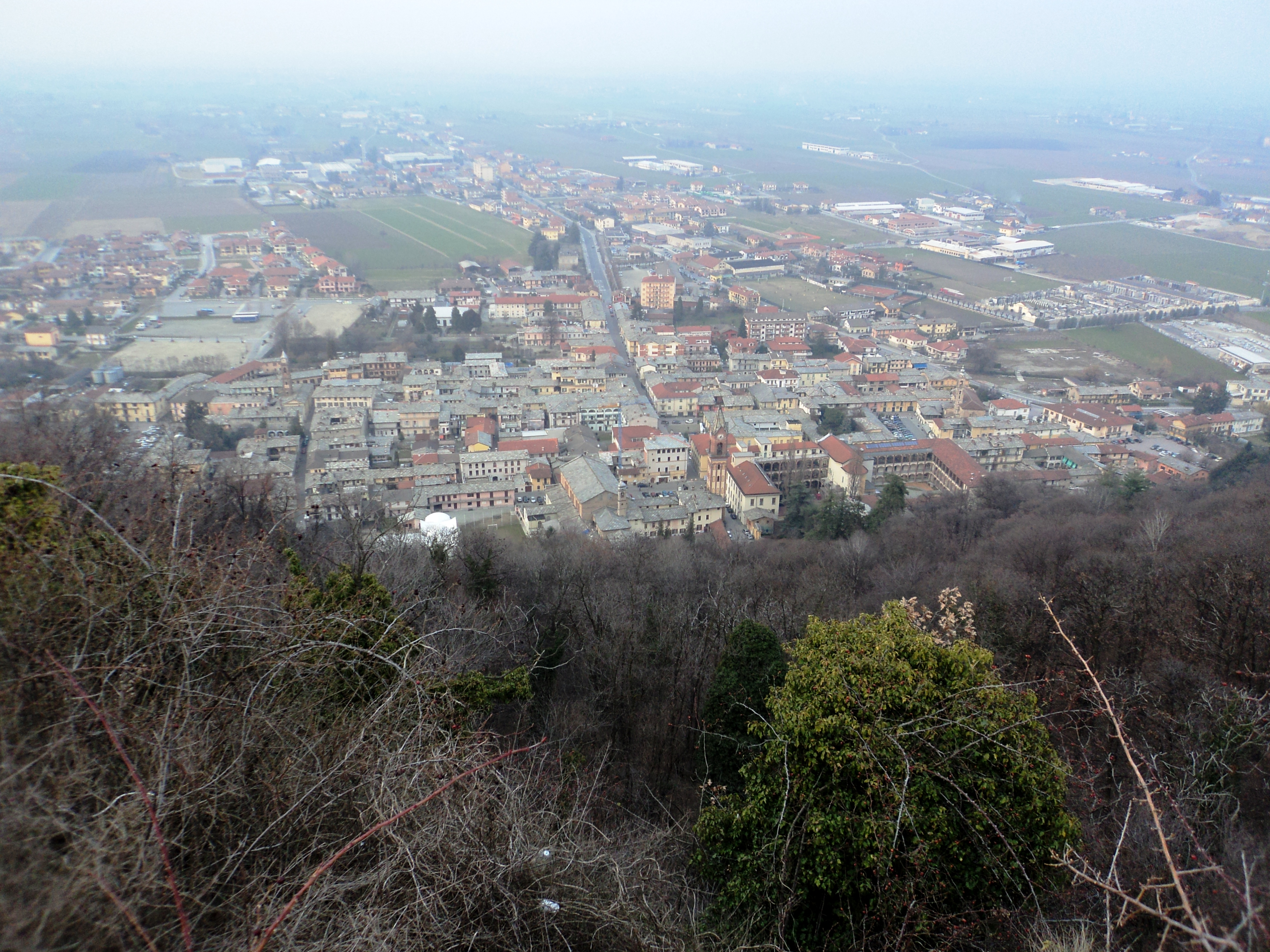
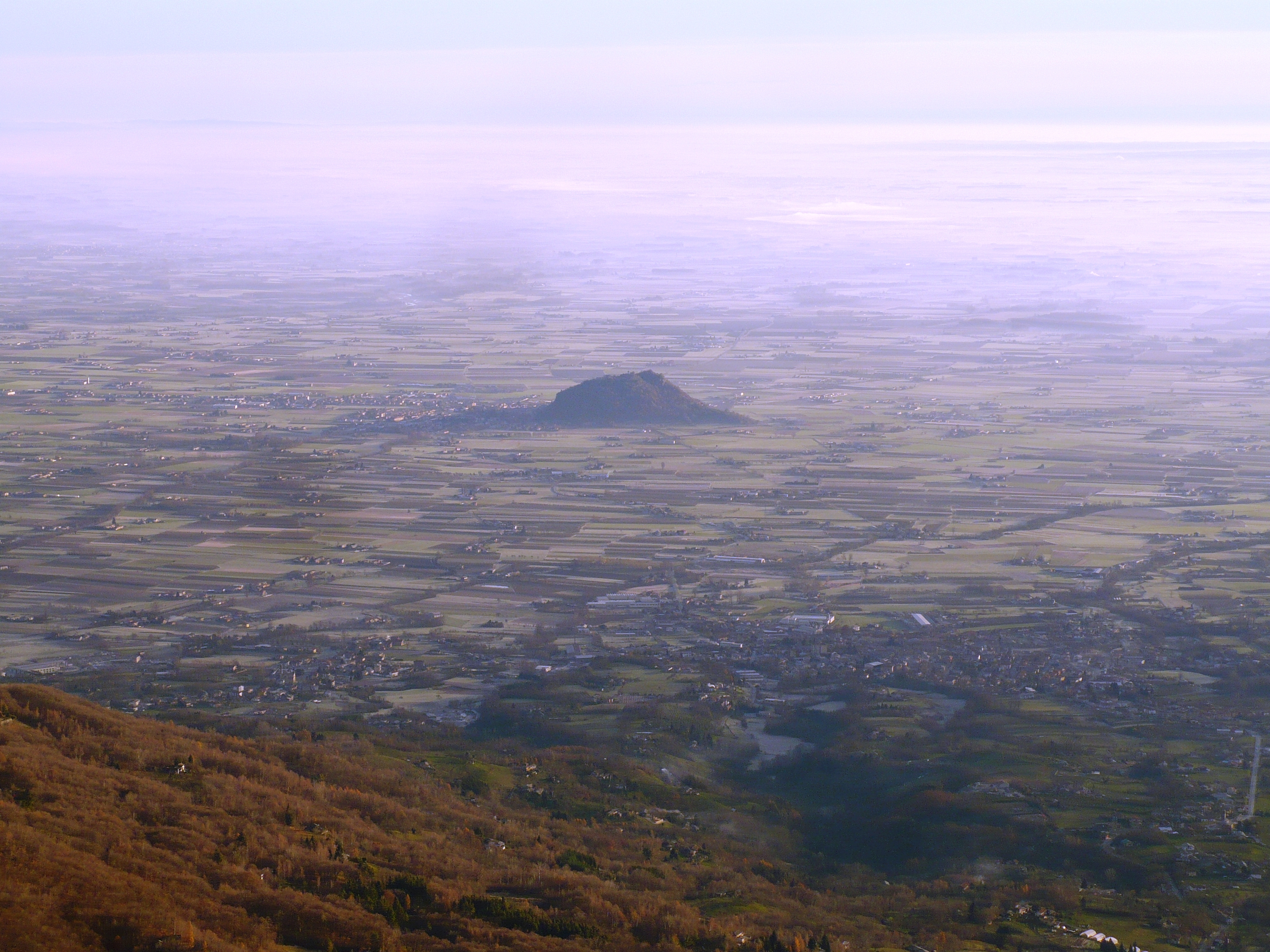
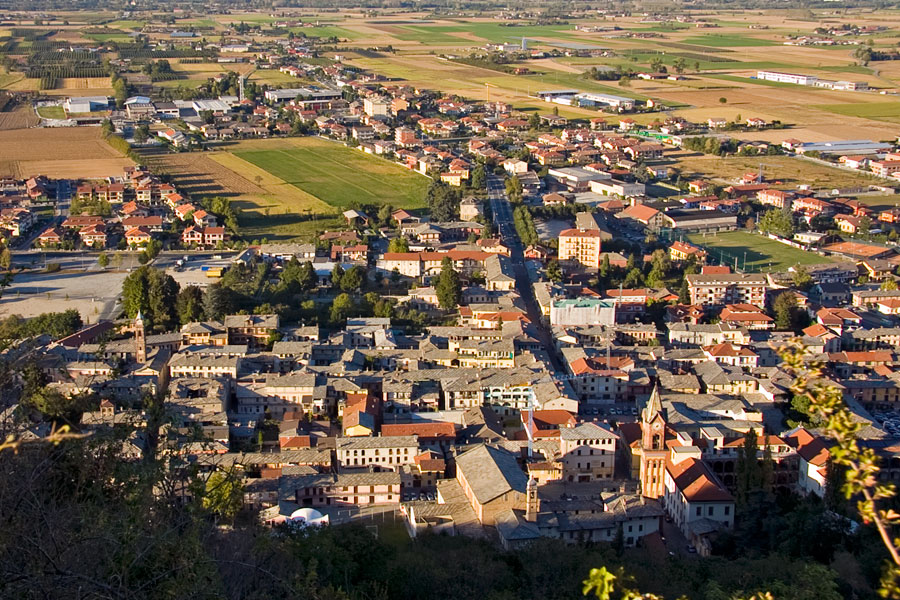

1. ↑  https://demo.istat.it/?l=it.